# Кеннеди, Рори
Ро́ри Эли́забет Кэ́трин Ке́ннеди-Бэ́йли (англ. Rory Elizabeth Katherine Kennedy-Bailey; 12 декабря 1968, Вашингтон, США) — американский кинорежиссёр и кинопродюсер. Лауреат премий Newport International Film Festival (1999), Международный кинофестиваль в Чикаго (1999), Атлантский кинофестиваль (1999), Американский институт киноискусства (1999), «Эмми» (2007), «Грэйси» (2008) и Ashland Independent Film Festival (2012).

## Биография
Рори Элизабет Кэтрин Кеннеди родилась 12 декабря 1968 года в Вашингтоне (США), став младшей из одиннадцати детей в семье политика Роберта Кеннеди (1925—1968) и его жены Этель Кеннеди (Скейкель; 1928—2024), которые были женаты 17 лет — с 17 июня 1950 года и до убийства Роберта 6 июня 1968 года, за полгода до рождения Рори.
10 братьев и сестёр Рори:
- Кэтлин Харингтон Кеннеди-Таунсенд[англ.] (род. 04.07.1951), адвокат.
- Джозеф Патрик Кеннеди II (род. 24.09.1952), бизнесмен.
- Роберт Фрэнсис Кеннеди-младший (род.17.01.1954), радиоведущий, политик.
- Дэвид Энтони Кеннеди[англ.] (15.06.1955—25.04.1984), умер от передозировки кокаина в 28-летнем возрасте.
- Мэри Кортни Кеннеди-Хилл[англ.] (род.09.09.1956).
- Майкл ЛеМойн Кеннеди[англ.] (27.02.1958—31.12.1997), погиб в горнолыжный катастрофе в 39-летнем возрасте.
- Мэри Кэрри Кеннеди (род. 08.09.1959), общественный деятель.
- Кристофер Джордж Кеннеди[англ.] (род. 04.07.1963), бизнесмен.
- Мэттью Максвелл Тейлор Кеннеди[англ.] (род.11.01.1965), писатель.
- Дуглас Хэрриман Кеннеди[англ.] (род. 24.03.1967).

## Карьера
Рори снимает кино с 1986 года.
С 1999 года Кеннеди также продюсирует фильмы.
Является лауреатом премий Newport International Film Festival (1999), Международный кинофестиваль в Чикаго (1999), Atlanta Film Festival (1999), Американский институт киноискусства (1999), «Эмми» (2007), «Грэйси» (2008) и Ashland Independent Film Festival (2012).

## Личная жизнь
С 2 августа 1999 года Рори замужем за Марком Бэйли. У супругов есть трое детей, две дочери и сын — Джорджия Элизабет Кеннеди-Бэйли (род. 30.09.2002), Бриджет Кэтрин Кеннеди-Бэйли (род. в июле 2004) и Закари Коркленд Кеннеди-Бэйли (род. 16.07.2007).